# Antonio de la Cierva y Lewita
Antonio de la Cierva y Lewita, (Viena,1 de diciembre de 1885 - Madrid, 10 de octubre de 1971), Conde de Ballobar y Duque consorte  de Terranova, fue un diplomático español. Tuvo diversos destinos, pero fue en Jerusalén, en el periodo entre 1913 y 1920, el más destacado, en el que llegó a ser, dentro del contexto de la I Guerra Mundial y a la entrada de los británicos en Jerusalén en 1917, una suerte de cónsul universal llegando a ocuparse de los intereses de hasta 29 países incluyendo a todos países beligerantes. Sus diarios, publicados en 1996, son una de las más importantes fuentes de información de los acontecimientos acaecidos durante ese periodo en Jerusalén y de la Palestina de antes y de después de la guerra.

## Biografía
Nació en Viena, hijo de Plácido de la Cierva, entonces agregado militar en la embajada española en Austria y de María Luisa Lewita, austríaca de origen judío, aunque convertida al cristianismo. Su madre falleció a los dos años, casándose su padre de nuevo al poco tiempo con María Luisa de las Heras y Mergelín, a la que el rey Alfonso XIII, a la muerte de su marido, le concedió el título de Condesa de Ballobar en atención a sus méritos, título que a su muerte heredaría De la Cierva.
En 1911 entró en el servicio consular de España siendo enviado en su primera misión de vicecónsul en Cuba. En mayo de 1913 fue nombrado cónsul en Jerusalén, ciudad a la que llegó en agosto de 1913. Su tarea más urgente era mejorar las relaciones de España con la Custodia de Tierra Santa, entonces dominada por Italia, que libraba una sorda guerra con Francia, como potencia protectora de los católicos en Tierra Santa, por el control de instituciones y conventos católicos, ya que su antecesor, Rafael Casares, había chocado con el Custodio franciscano Onorato Carcaterra acerca de los privilegios que tenía España en la elección del propio Custodio y su presencia en el Discretorio, el consejo asesor también del Custodio, y sobre la jurisdicción sobre algunos conventos ocupados por religiosos españoles.
El 8 de septiembre de 1914, una vez empezada la I Guerra Mundial, el gobierno turco decidió abolir el sistema de Capitulaciones, los acuerdos con los diferentes países europeos en los que se regulaban la protección de sus propiedades y ciudadanos dentro del imperio, lo que causó una inmediata reacción en contra de todos los países, pero sobre todo provocó un gran temor entre la población extrajera que quedaba de esta forma desprotegida. En octubre, el Imperio turco entró en la guerra al lado de las Potencias Centrales y rompió relaciones con Francia y Reino Unido, encargando, estos últimos, a De la Cierva la defensa de sus intereses. Tras la declaración de guerra, el gobierno turco trató de registrar los archivos del consulado francés en Jerusalén a lo que se opuso De la Cierva por dos veces con éxito. El 8 de noviembre, Turquía proclamó la Guerra Santa, y comenzó una política de detención y deportación de ciudadanos franceses y británicos residentes en ciudades costeras, en buena parte religiosos, hacia el interior, y usados como moneda de cambio para obtener ventajas de los países beligerantes. De la Cierva trató evitar el desalojo  de las instituciones religiosas y educativas sufriendo altibajos en estas gestiones, así, los conventos franciscanos de Jaffa, Haifa, Ramleh y Latrún fueron desaolojados y realojados varias veces sin que las gestiones de De la Cierva pudiesen evitar esas molestias. Trató de apoyarse en el venezolano Rafael de Nogales, enrolado como general del ejército turco, pero sus gestiones no fructificaron. Finalmente su creciente amistad con Yemal Pashá, comandante del Cuarto Ejército turco y uno de los miembros del triunvirato que regía el país, hizo que consiguiera a mediados de 1916 su compromiso de que se respetarían los conventos, cosa que fue cumplida durante el resto del mandato otomano en la región.
Tras la entrada en la guerra de Estados Unidos en abril de 1917, le fue encargada a De la Cierva la defensa sus intereses y los de Italia, que llevaban los estadounidenses desde 1915 cuando aquella entró en la guerra. Posteriormente, tras la evacuación de alemanes y austríacos de Palestina, la defensa de sus intereses fueron también encargados a De la Cierva de suerte que a la entrada de los británicos en Jerusalén, De la Cierva representaba a todas las potencias europeas beligerantes.
Sus tareas durante la guerra le valieron la Legión de Honor francesa y la Orden de San Miguel y San Jorge británica.
Tras haberlo solicitado en varias ocasiones, fue por fin trasladado, en enero de 1920, a Damasco y en noviembre de ese año a Tánger. Ese año se casó con Rafaela Osorio de Moscoso, duquesa de Terranova, y empezó a usar también ese título. Renunció a su puesto en Tánger en 1921 y siguió trabajando para el Ministerio de Asuntos Exteriores. En 1936 apoyó el levantamiento militar que dio comienzo a la guerra civil española aunque él era fundamentalmente monárquico. Siguió trabajando en el Ministerio y rechazó varios destinos importantes influido por su esposa. En mayo de 1949 fue nombrado cónsul de Jerusalén donde sirvió de nuevo hasta 1952. A su regreso a España fue nombrado director de la Obra Pía hasta su jubilación en 1955.
Falleció en Madrid en 1971.

## Diarios
Como era costumbre entre los diplomáticos de ese periodo, De la Cierva también llevó un diario en el registraba los acontecimientos a los que asistía como actor o como observador. Nunca pretendió publicarlos, como anotó Ronald Storrs, primer Gobernador Militar de Jerusalén bajo la Administración del Territorio Enemigo Ocupado británica, en sus propias memorias, a través de las cuales se tuvo noticia de su existencia. Como diario privado que era, su estilo es coloquial, los nombres de personas no hacen referencia al caro que ocupaban y aunque tal vez son escasos en cuanto a descripción de las gentes y su vida cotidiana, son precisos en cuanto cronología y descripción de hechos y acontecimientos proporcionando una información única de la historia de Palestina en general y Jerusalén en particular durante aquellos años de guerra en los que no hubo, prácticamente, ningún testigo occidental. Permanecieron inéditos hasta 1996.